# Qualsevol cosa
Qualsevol cosa (Cualquier cosa en español) es un programa de televisión que se emite en ETV Llobregat Televisió los sábados a las 23:00. En formato "late night show", ofrece 30 minutos de humor con la actualidad como tema principal, tratada de forma satírica y desenfadada. El nombre con el diminutivo QC, es ya una advertencia de lo que los espectadores pueden ver durante el programa, "cualquier cosa".
El conductor del programa es el joven Manuel Calderón que estudió comunicación en la UAB y que debuta 
como presentador después de su paso por Localia Viladecans. Junto a él los actores de teatro José Gallardo y Emma Más que también debutan en televisión, además de Josua Fernández que combina la dirección con la interpretación de un peculiar personaje.

## Historia
Tras acabar sus estudios de realización, Josua Fernández propuso a ETV Llobregat Televisió, con quien ya había colaborado, la posibilidad de hacer un programa de humor y entretenimiento con una línea marcadamente joven. La idea gustó y junto con Manuel Calderón empezaron a diseñar los contenidos del programa. Los primeros ensayos fueron en abril de 2009 y un mes más tarde se emitió el primer programa, 15 de mayo de 2009.
- La primera temporada, con Frederic Cano como colaborador, duró solamente 7 programas ya que hubo parón por vacaciones estivales.
- La segunda temporada empezó el sábado 10 de octubre de 2009, con dos caras nuevas; Emma Mas y José Gallardo, además de algún cambio también en el equipo técnico.

## Estructura
Actualmente QC consta de algunas secciones que se mantienen de la primera temporada y otras nuevas. El programa empieza con "Les Tonticies", un repaso a la actualidad en clave de humor con sketches presentado por Manuel Calderón, que será además el conductor del resto del programa. Después Emma Mas nos trae su reportaje de la semana, con la opinión de la gente o sobre algún evento, con un toque femenino. Continua José Gallardo con "GallarTV", una sección de videos de internet, televisión o curiosidades. La sección de cine "La Zona Fosca" de Eugenio Catacrocker interpretado por Josua Fernández, habla de algún estreno con su peculiar estilo. Y por último otra de las nuevas secciones es la entrevista, donde cada semana Manuel Calderón entrevista a un personaje inventado o imitado.

## Equipo técnico
- Dirección y realización: Josua Fernández
- Presentador: Manuel Calderon
- Colaboradores: Emma Mas y José Gallardo
- Equipo técnico: José Ortiz, Ara Teijeiro y M. Carmen García

### Colaboradores
- Frederic Cano
- Daniel Martín
- Daniel Cullell
- Mónica Rayo